# Perdita tacita
Perdita tacita är en biart som beskrevs av Timberlake 1968. Perdita tacita ingår i släktet Perdita och familjen grävbin. Inga underarter finns listade i Catalogue of Life.